# Clásica San Sebastián 2025
Die Clásica San Sebastián 2025 war die 44. Austragung des spanischen Eintagsrennens. Das Rennen fand am 2. August statt und ist Teil der UCI WorldTour 2025.
Den Sieg sicherte sich der Italiener Giulio Ciccone (Lidl-Trek), der sich im Schlussanstieg des Murgil rund neun Kilometer vor dem Ziel als Solist absetzte und mit einem Vorsprung von neun Sekunden vor Jan Christen (UAE Team Emirates-XRG) gewann. Platz drei ging mit einem Rückstand von 19 Sekunden an Maxim Van Gils (Red Bull-Bora-hansgrohe).

## Teilnehmende Mannschaften und Fahrer
Neben den 18 UCI WorldTeams gingen auch 7 UCI ProTeams bei dem Rennen an den Start. Für jedes Team waren sieben Fahrer startberechtigt, wobei Ewen Costiou (Arkéa-B&B Hotels) das Rennen nicht in Angriff nahm.
Mit Marc Hirschi (Tudor), Neilson Powless (EF Education-EasyPost) und Michał Kwiatkowski (Ineos Grenadiers) standen drei ehemalige Sieger bei der 45. Austragung am Start.
Als Favoriten galten: Juan Ayuso, Isaac Del Toro, Jan Christen (alle UAE Team Emiraes-XRG), Primož Roglič, Maxim Van Gils (beide Red Bull-Bora-hansgrohe), Oscar Onley (Team Picnic PostNL), Giulio Ciccone (Lidl-Trek), Tobias Halland Johannessen (Uno-X Mobility), Pello Bilbao (Bahrain Victorious), Neilson Powless und Marc Hirschi.
| UCI WorldTeams | UCI WorldTeams                  | UCI WorldTeams | UCI WorldTeams          | UCI WorldTeams | UCI WorldTeams          | UCI ProTeams | UCI ProTeams           |
| -------------- | ------------------------------- | -------------- | ----------------------- | -------------- | ----------------------- | ------------ | ---------------------- |
| ADC            | Alpecin-Deceuninck              | IGD            | Ineos Grenadiers        | DFP            | Team Picnic PostNL      | BBH          | Burgos-Burpellet-BH    |
| ARK            | Arkéa-B&B Hotels                | GFC            | Intermarché-Wanty       | TVL            | Team Visma-Lease a Bike | CJR          | Caja Rural-Seguros RGA |
| TBV            | Bahrain Victorious              | LTK            | Lidl-Trek               | UAD            | UAE Team Emirates-XRG   | EKP          | Equipo Kern Pharma     |
| COF            | Cofidis                         | MOV            | Movistar Team           | XAT            | XDS Astana Team         | EUS          | Euskaltel-Euskadi      |
| DAT            | Decathlon AG2R La Mondiale Team | RBH            | Red Bull-Bora-hansgrohe |                |                         | TUD          | Tudor Pro Cycling Team |
| EFE            | EF Education-EasyPost           | SOQ            | Soudal Quick-Step       |                |                         | UXM          | Uno-X Mobility         |
| GFC            | Groupama-FDJ                    | JAY            | Team Jayco AlUla        |                |                         |              |                        |

## Streckenführung
Mit einer Länge von 211,4 Kilometern handelte es sich bei der Clásica San Sebastián 2025 um die bislang kürzeste Austragung. Als Start- und Zielort diente erneut San Sebastián, wobei es zuvor über die Hügel des spanischen Baskenlandes ging. Das Finale eröffnete einmal mehr der Jaizkibel, ehe es über zwei weitere Steigungen ging.
Nach dem Start ging es über Hernani und entlang des Oria ins Landesinnere. Kurz vor Villabona bogen die Fahrer rechts auf die GI-2631 ab, die auf den Andazarrate (435 m) führte. Hier wurde nach 28,3 Kilometern die erste Bergwertung des Tages abgenommen. Im Anschluss folgte eine längere Abfahrt nach Zarautz. Entlang der Küste ging es nun über Getaria und Zumaia, ehe die Fahrer wieder ins Landesinnere fuhren und wenig später Azpeitia erreichten. Auf der GI-3740 begann die Straße nun wieder anzusteigen und es ging auf den Urraki (683 m), wo nach 81,5 Kilometern eine weitere Bergwertung abgenommen wurde. Danach traf die Strecke bei Tolosa wieder auf den Oria, bevor es über die kürzere Steigung von Alkiza (336 m) nach Villabona und zurück nach San Sebastián ging.
Nach 132 Kilometern erfolgte in San Sebastián die erste Zieldurchfahrt, wobei ein Zwischensprint abgenommen wurde. Danach führte die Strecke in Richtung Osten, wo der Jaizkibel das Finale rund 70 Kilometer vor dem Ziel eröffnete. Die 7,9 Kilometer lange Steigung wies dabei von Lezo aus eine durchschnittliche Steigung von 5,6 % auf und wurde 62,2 Kilometer vor dem Ziel passiert. Die anschließende Abfahrt führte nach Hondarribia, ehe kurz darauf unweit von Irun mit dem Erlaitz (443 m) der anspruchsvollste Anstieg der 45. Austragung folgte. Dieser stieg für 3,8 Kilometer im Schnitt mit 10,6 % auf und stellte die einzige Bergwertung der 1. Kategorie dar. Er wurde 42,4 Kilometer vor dem Ziel passiert, ehe ein rund fünf Kilometer langes Hochplateau folgte, auf dem sich bergauf und bergab Passagen abwechselten. Die anschließende Abfahrt führte nach Oiartzun, bevor es auf direktem Weg über Errenteria zurück nach San Sebastián ging. 17,3 Kilometer vor dem Ziel wurde hier der zweite Zwischensprint ausgefahren, ehe der Start- und Zielort ein letztes Mal in Richtung Westen verlassen wurde. Als Schlussanstieg kehrte der Murgil (254 m) ins Programm der Clásica San Sebastián zurück, nachdem er im Vorjahr durch den Pilotegi (252 m) ersetzt worden war. Die Finale Steigung begann 10,1 Kilometer vor dem Ziel und stieg auf einer Länge von 2,1 Kilometern im Schnitt mit 10,1 % an. Im mittleren Abschnitt wurden zudem maximale Steigungsprozente von 19 % erreicht. Nachdem die Kuppe acht Kilometer vor dem Ziel passiert worden waren, ging es auf der Igeldo Pasealekua bergab nach San Sebastián, wo die letzte drei Kilometer flach vorbei am Playa de La Concha zum Boulevard Zumardia führten.
|               | km    | Höhe (m) | Länge (km) | Ø Steigung | Kategorie |
| ------------- | ----- | -------- | ---------- | ---------- | --------- |
| Andazarrate   | 28,3  | 435      | 5,9        | 5,7 %      | 3         |
| Urraki        | 81,5  | 683      | 8,6        | 6,9 %      | 2         |
| Alkiza        | 102,1 | 336      | 4,4        | 6,2 %      | 3         |
| San Sebastian | 132   |          |            |            | Sprint    |
| Jaizkibel     | 149,2 | 455      | 7,9        | 5,6 %      | 2         |
| Erlaitz       | 169   | 443      | 3,8        | 10,6 %     | 1         |
| San Sebastian | 194,1 |          |            |            | Sprint    |
| Murgil        | 203,4 | 254      | 2,1        | 10,1 %     | 2         |

## Ergebnis
| Platz | Fahrer            | Nation | Team                    | Zeit |
| ----- | ----------------- | ------ | ----------------------- | ---- |
| 01.   | Giulio Ciccone    | ITA    | Lidl-Trek               |      |
| 02.   | Jan Christen      | SUI    | UAE Team Emirates-XRG   |      |
| 03.   | Maxim Van Gils    | BEL    | Red Bull-Bora-hansgrohe |      |
| 04.   | Tiesj Benoot      | BEL    | Team Visma-Lease a Bike |      |
| 05.   | Isaac Del Toro    | MEX    | UAE Team Emirates-XRG   |      |
| 06.   | Neilson Powless   | USA    | EF Education-EasyPost   |      |
| 07.   | Lucas Plapp       | AUS    | Team Jayco AlUla        |      |
| 08.   | Christian Scaroni | ITA    | XDS Astana Team         |      |
| 09.   | Cian Uijtdebroeks | BEL    | Team Visma-Lease a Bike |      |
| 010.  | Xandro Meurisse   | BEL    | Alpecin-Deceuninck      |      |

| Fahrer         | Nation      | Team        | Punkte      |
| Bergwertung    | Bergwertung | Bergwertung | Bergwertung |
| -------------- | ----------- | ----------- | ----------- |
| Giulio Ciccone | ITA         | Lidl-Trek   | 11          |
| Sprintwertung  |             |             |             |
| Giulio Ciccone | ITA         | Lidl-Trek   | 10          |

## Vergabe der UCI-Punkte
Die Clásica San Sebastian 2025 ist Teil der UCI WorldTour 2025. Nach dem Rennen wurden UCI-Punkte vergeben, die sich auf die Platzierung der Fahrer und Mannschaften im UCI Ranking auswirkten. Die Punktevergabe erfolgte nach folgendem Schlüssel:
| Platzierung  | 1.  | 2.  | 3.  | 4.  | 5.  | 6.  | 7.  | 8.  | 9. | 10. | Anmerkung                               |
| ------------ | --- | --- | --- | --- | --- | --- | --- | --- | -- | --- | --------------------------------------- |
| Tageswertung | 400 | 320 | 260 | 220 | 180 | 140 | 120 | 100 | 80 | 68  | gestaffelt bis zum 60. Platz (2 Punkte) |